# Alexander Schenk Graf von Stauffenberg

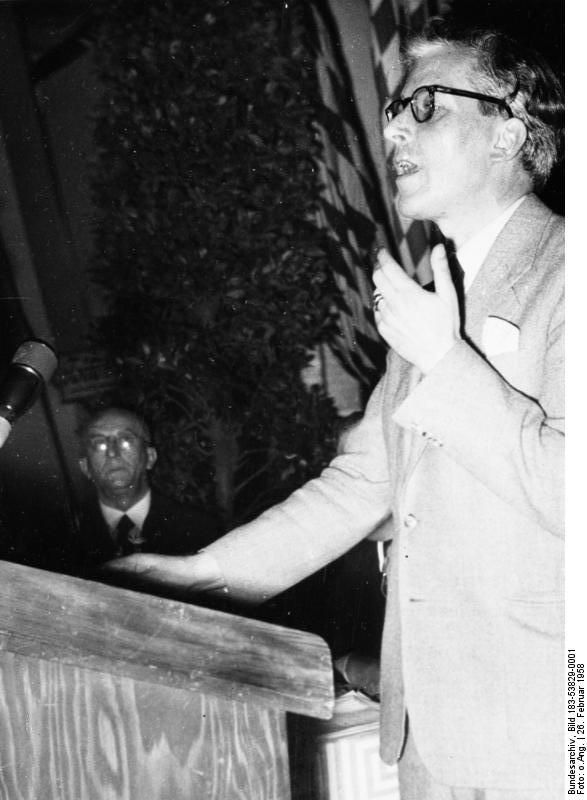
Alexander Schenk Graf von Stauffenberg setzt sich gegen die Atomaufrüstung und für die Schaffung einer atomwaffenfreien Zone ein, Februar 1958.

Alexander Schenk Graf von Stauffenberg (* 15. März 1905 in Stuttgart; † 27. Januar 1964 in München) war ein deutscher Althistoriker.

## Leben
Alexander entstammte der schwäbischen Adelsfamilie von Stauffenberg. Zusammen mit seinem Zwillingsbruder Berthold wurde er als Sohn des württembergischen Oberhofmarschalls Alfred Schenk Graf von Stauffenberg und dessen Ehefrau Caroline, geb. Gräfin Üxküll-Gyllenband, geboren; sein jüngerer Bruder Claus war eine der zentralen Figuren des gescheiterten Hitler-Attentats vom 20. Juli 1944.
Alexander von Stauffenberg begann nach dem Abitur am Eberhard-Ludwigs-Gymnasium in Stuttgart zunächst ein Jurastudium in Heidelberg und Tübingen. Er wechselte jedoch bald zum Studium der Klassischen Altertumswissenschaften an den Universitäten Jena, München und Halle. Wie seine Brüder gehörte er als junger Mann dem Kreis um Stefan George an. Er wurde 1928 in Halle (Saale) bei Wilhelm Weber über Johannes Malalas promoviert und habilitierte sich 1931 in Würzburg bei Joseph Vogt mit einer Arbeit über Hieron II. für Alte Geschichte. Anschließend lehrte er an den Universitäten Berlin, Gießen und Würzburg, wo er 1936 zum planmäßigen außerordentlichen Professor ernannt wurde, 1941 zum ordentlichen Professor. Einen Ruf an die Reichsuniversität Straßburg im Dezember 1942 nahm er an, konnte die Professur aber nicht mehr antreten, da er zunächst an der Ostfront, ab Juni 1944 in Athen als Offizier Kriegsdienst leistete. Die Versetzung nach Athen hatte Rudolf Fahrner veranlasst.
Nach dem 20. Juli 1944 wurden Stauffenbergs Brüder hingerichtet, Claus in der Nacht nach dem misslungenen Attentat, Berthold drei Wochen später. Nach Ansicht seiner Tochter war Alexander ebenfalls Mitwisser der Attentatspläne gewesen. Er wurde mit seiner Frau, der Flugzeugingenieurin und Pilotin Melitta Schiller, und den Schwägerinnen in „Sippenhaft“ genommen. Mit Ausnahme von Melitta blieb die Familie Stauffenberg in verschiedenen Konzentrationslagern in Haft und wurde mit dem Geiseltransport von Sonder- und Sippenhäftlingen nach Niederdorf im Südtiroler Pustertal verschleppt. Dort wurde Alexander von Stauffenberg zusammen mit seinen Familienangehörigen und anderen prominenten Geiseln am 4. Mai 1945 durch die Initiative von Hauptmann Wichard von Alvensleben aus dem Gewahrsam der SS-Wachmannschaft befreit.
Nach dem Ende des Zweiten Weltkrieges lebte Alexander von Stauffenberg eine Zeit lang in Überlingen am Bodensee, wo sich auch Rudolf Fahrner, Gemma Wolters-Thiersch und Marlene Hoffmann aufhielten. Im Jahr 1948 wurde er als Nachfolger des wegen seiner nationalsozialistischen Einstellung zunächst aus dem Hochschuldienst entlassenen Helmut Berve auf den Lehrstuhl für Alte Geschichte der Universität München berufen, auf dem er bis zu seinem Tod verblieb. 1951 war er die treibende Kraft bei der Gründung der Kommission für Alte Geschichte und Epigraphik (die 1967 dem Deutschen Archäologischen Institut angegliedert wurde) und ihr erster Vorsitzender bis 1956. Politisch setzte er sich gegen die westdeutsche Notstandsgesetzgebung, gegen eine atomare Aufrüstung und für die deutsche Einheit ein.
In seiner wissenschaftlichen Arbeit behandelte Schenk von Stauffenberg ein weitgespanntes Themenfeld; Schwerpunkte waren insbesondere die Spätantike sowie das antike Sizilien und Großgriechenland.
Stauffenberg heiratete in zweiter Ehe im Jahr 1949 Marlene Hoffmann (1913–2001). Sie hatten zwei Töchter.
Sein Grab befindet sich im oberbayerischen Stephanskirchen.

## Veröffentlichungen (Auswahl)
Wissenschaftliche Werke
- 1931 Die römische Kaisergeschichte bei Malalas. Griechischer Text der Bücher IX–XII und Untersuchungen. Kohlhammer, Stuttgart (überarb. Fassung der Dissertation, Universität Halle-Wittenberg, 1928).
- 1933 König Hieron der Zweite von Syrakus. Kohlhammer, Stuttgart (überarb. Fassung der Habil.-Schrift, Universität Würzburg, 1928).
- 1947 Dichtung und Staat in der antiken Welt. Rinn, München (Aufsatzsammlung).
- 1948 Das Imperium und die Völkerwanderung. Rinn, München (Aufsatzsammlung).[5]
- 1953 Die synchronoptische Frage. Eine Dokumentation. Universum, Frankfurt am Main.
- 1963 Trinakria. Sizilien und Großgriechenland in archaischer und frühklassischer Zeit. Oldenbourg, München.
- 1972 Macht und Geist. Hrsg. von Siegfried Lauffer. Callwey, München (Aufsatzsammlung), ISBN 3-7667-0210-6.

Lyrik
- 1948 Der Tod des Meisters. Zum 10. Jahrestag (des Hinganges Stefan Georges). Delfinverlag, Überlingen/Bodensee (15 Bl.).
- 1951 Aischylos: Agamemnon. Delfinverlag, Überlingen/Bodensee.
- 1964 Denkmal. Hrsg. von Rudolf Fahrner. Küpper (vormals Bondi), Düsseldorf.
- 2005 Kaisergesänge. Zum 100. Geburtstag hrsg. von Gudula Knerr-Stauffenberg. Privatdruck, Prien (27 Bl.).